# Distrito de Piura
El distrito de Piura es uno de los nueve que conforman la provincia de Piura ubicada en el departamento de Piura en el Norte del Perú. Limita por el norte con el distrito de Sullana y al noroeste y al oeste con el distrito de Miguel Checa, ambos de la provincia de Sullana, al suroeste con el distrito de Veintiséis de Octubre, al sur con el distrito de Catacaos, y al sudeste y este con el distrito de Castilla.
Desde el punto de vista jerárquico de la Iglesia católica, forma parte de la Arquidiócesis de Piura.
Dentro de sus localidades y caseríos se encuentran Las Vegas y San Miguel.

## Historia
El distrito de Piura fue creado en los primeros años de la República, en el año 1843.

## Geografía
El distrito tiene una extensión de 330,32 km2, y su altitud media es de 36 m s. n. m.

## Hitos y estructura urbana
El distrito de Piura cuenta con el centro histórico de Piura, el cual se fundó por el conquistador Francisco Pizarro durante la Conquista del Perú, el 15 de agosto de 1532, siendo la primera ciudad de fundación española en Sudamérica.
Además, el distrito lo recorren avenidas transcurridas, como lo son la Av. Grau, Bolognesi, Loreto, Sánchez Cerro, Don Bosco, Andrés Avelino Cáceres, entre otros. También se encuentran varios lugares de intereses, como la catedral de Piura, la Plaza de Armas de Piura, la Plaza de las Tres Culturas, la casa Museo Gran Almirante Grau, el Óvalo Grau y Bolognesi, etc.
Se encuentran además varias tiendas, supermercados y centros comerciales en distintos puntos del distrito, como Plaza del Sol, Real Plaza Piura, Plaza Vea, Dollarcity, Tambo+, entre otros.
El distrito cuenta con zonas industriales y comerciales, los cuales mantienen estable la economía del distrito.
Cabe mencionar, que el distrito cuenta con varios centros de salud, entre el que destaca el Hospital Jorge Reategui Delgado.

## Autoridades

### Municipales
- 2019-2022 
  - Alcalde: Juan José Díaz Dios, Movimiento Región para todos.
- 2015-2018[3]
  - Alcalde: Óscar Raúl Miranda Martino, de la Unión Democrática del Norte (UDN).
  - Regidores: Miguel Gerardo Cueva Celi (UDN), Víctor Hugo Reyes Peña (UDN), Luis Félix Martínez Gómez (UDN), Christian Yuri Requena Palacios (UDN), Norma Córdova Vegas (UDN), Delma Flores Farfán (UDN), Segundo Rogelio Fernández Valverde (UDN), José Fernando Calle Mendoza (UDN), Carlos Emilio Tafur Guerrero (UDN), Luis Gabriel de la Puente Malpartida (Alianza para el Progreso), Kelly Ann Stefany Morillas Bogado (Alianza para el Progreso), Heidy Gabriela Lozada Floriano (Alianza para el Progreso), Juan Alberto Julcahuanga Domínguez (Seguridad y Prosperidad), Ingrid Milagros Wiesse León (Seguridad y Prosperidad), Carlos Emilio Ruesta Zapata (Región para Todos).
- 2011-2014[4]
  - Alcalde: Ruby Consuelo Rodríguez Vda. de Aguilar, del Movimiento Regional Obras + Obras  (O + O).
  - Regidores: José Mercedes More López (O + O), Efraín Ricardo Chuecas Wong (O + O), Walter Eduardo Chávez Castro (O + O), Milagritos Sánchez Reto (O + O), María Goretti Rivas Plata Crisanto (O + O), Walther Guillermo Eyzaguirre Cockburn (O + O), Floresmilo Yaxahuanca Tapia (O + O), Faviola Del Pilar Castro Nieves (O + O), Robert Jury Bermejo Recoba (O + O), Fabián Eduardo Merino Marchan (Unidos Construyendo), Carlos Emilio Ruesta Zapata (Unidos Construyendo), Miguel Miguel Ciccia Ciccia (Unidos Construyendo), Gil Alexander Ipanaqué Sánchez (Alianza para el Progreso), Alfonso Llanos Flores (Alianza para el Progreso), José Alberto Chumacero Morales (APRA).

### Policiales
- Comisario: Comandante PNP Roberto Cedrón Vera.

### Religiosas
- Arquidiócesis de Piura[5]
  - Arzobispo: Mons. José Antonio Eguren Anselmi SCV.[6]

## Servicios públicos

### Educación
El distrito, además de contar con varios colegios de educación primaria y secundaria, cuenta con varias sedes de universidades, de las que destacan:
- Universidad de Piura
- Universidad Tecnológica del Perú
- Zegel

## Festividades
- Mayo: María Auxiliadora.
- Septiembre: San Miguel Arcángel.
- Octubre:  Semana Jubilar de Piura.
- Señor de los Milagros
- Enero: Carnavales